# SønderjyskE
SønderjyskE is een Deense sportclub uit de regio Zuid-Jutland. Op 1 januari 2004 werd SønderjyskE de overkoepelende professionele afdeling van vijf verenigingen die elk in hun tak van sport tot de elite behoorden. Hiermee is SE de grootste omnisportvereniging van Zuid-Jutland.
De vijf verenigingen waren Haderslev FK (mannenvoetbal), Vojens BI (damesvoetbal), TM Tønder (herenhandbal), Sønderjysk HK uit Aabenraa (dameshandbal) en Vojens IK (ijshockey). Na het seizoen 2005/06 trad TM Tønder uit het samenwerkingsverband en trad HF Sønderborg toe. De volledige naam is Sønderjysk Elitesport wat Deens is voor Zuid-Jutlandse Elitesport. De voetbalafdeling speelt zijn wedstrijden in Haderslev.

## Geschiedenis

### Voetbal
De voetbalclub Haderslev FK werd in 1906 opgericht. In 2000 werd de club vicekampioen in de tweede klasse en promoveerde zo voor het eerst naar de hoogste klasse. Tijdens de winterstop veranderde de club de naam in HFK Sønderjylland. De club werd laatste met elf punten. In 2004 vond de fusie plaats, waarna de naam SønderjyskE gekozen werd. Men wilde één grote club creëren voor de regio Zuid-Jutland, dit zou meer sponsors aantrekken en de sportieve ontwikkeling van de regio bevorderen.

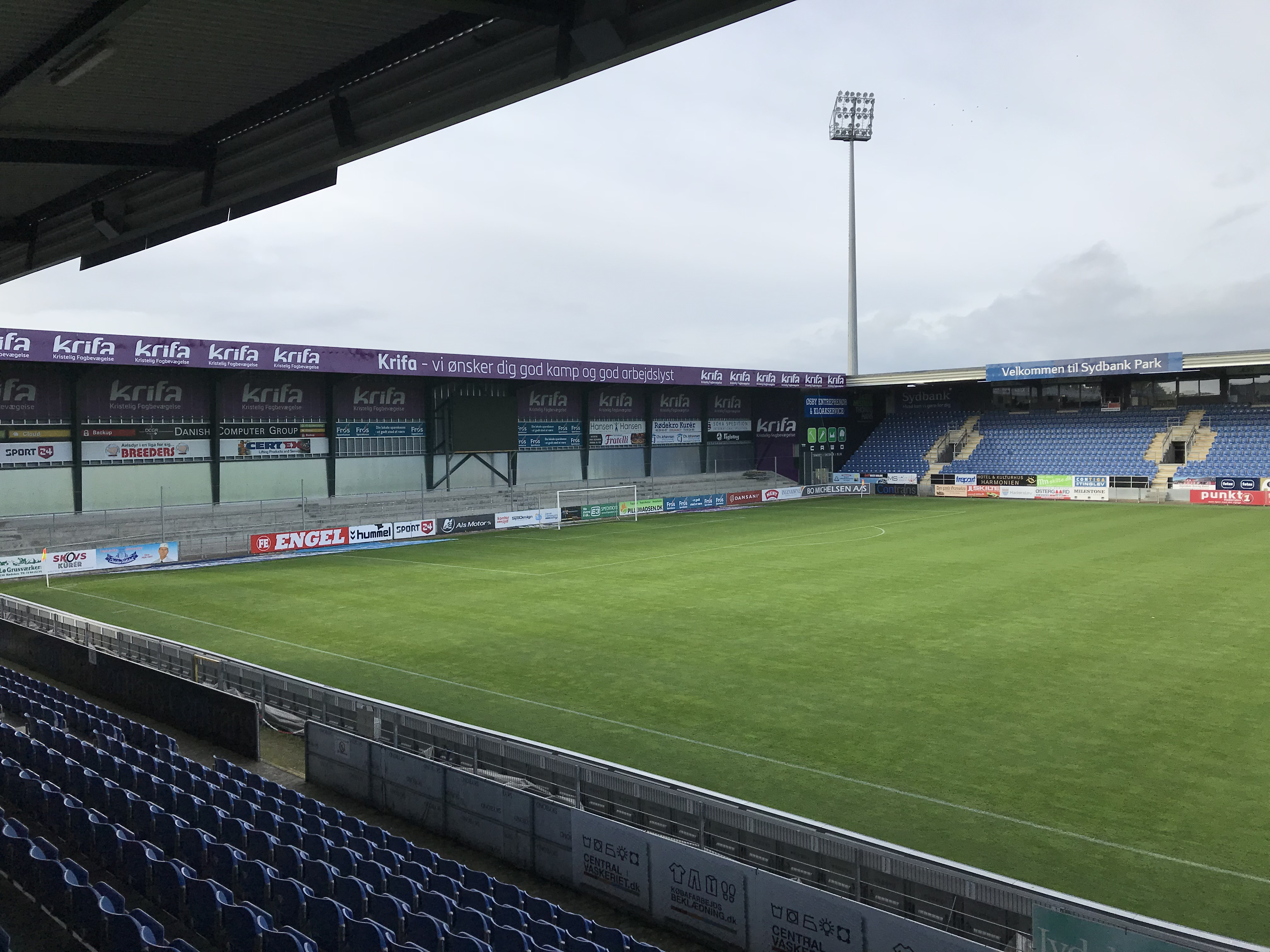
Het Sydbank Park in Haderslev is de thuisbasis van Sønderjyske Fodbold.

In 2005 wierp dit al zijn vruchten af en de club werd kampioen van de 1. division en promoveerde het naar de Superliga. Het tweede seizoen in de hoogste klasse liep niet goed af. De club eindigde voorlaatste en liet enkel Aarhus GF achter zich en degradeerde. Het seizoen erna werd de club derde en miste zo de onmiddellijk terugkeer naar de hoogste voetbalklasse. Sinds 2008 komt SønderjyskE weer uit in de Superliga.
In het seizoen 2017/2018 kwam de club in opspraak, toen men ervan verdacht werd om de laatste reguliere competitiewedstrijd tegen FC Midtjylland met opzet te verliezen. In de laatste minuut van de reguliere speeltijd scoorde FCM, waardoor SønderjyskE op de achtste plaats terecht zou komen (in plaats van de zevende), waarmee het in de 'makkelijke' degradatiepoule terecht zou komen met de nummers 12 en 13 van de reguliere competitie. Het was het startschot voor een langere discussie over het zeer gecompliceerde play-offsysteem in Denemarken, waarbij verliezen soms beter zou uitpakken dan winnen. Een eenvoudigere competitie-opzet doet vanaf 2020 zijn intrede.
Op 1 juli 2020 wist de Zuid-Deense club voor de eerste keer in de geschiedenis de Deense voetbalbeker te winnen na een 2-0-overwinning tegen Aalborg BK. Dat betekende Europees voetbal voor SønderjyskE dat voorheen alleen in het seizoen 2016/2017 Europees actief was.
Tussen 2018 en 2020 vonden er renovatiewerkzaamheden in het Sydbank Park plaats. De oostelijke tribune werd verlengd en de korte zijdes in het noorden en zuiden kregen een dak, waardoor het gehele stadion nu overdekt is.
De voetbalafdeling kreeg in 2022 een naamsverandering naar Sønderjyske Fodbold, zonder de hoofdletter “e” aan het einde.

## Erelijst
- Kampioen tweede klasse

2005
- Bekerwinnaar

2020

## Eindklasseringen
| 2 |

| 15 |

| 3 |

| 5 |

| 2 |

| 12 |

| 3 |

| 6 |

| 6 |

| 1 |

| 11 |

| 3 |

| 2 |

| 10 |

| 9 |

| 7 |

| 6 |

| 8 |

| 10 |

| 10 |

| 2 |

| 6 |

| 8 |

| 11 |

| 11 |

| 8 |

| 12 |

| 3 |

| 1 |

| 9 |

| Superligaen (Niv. 1) | 1. division (Niv. 2) | 2. Division (Niv. 3) |

| Seizoen             | №            | Clubs        | Divisie      | Duels        | Winst        | Gelijk       | Verlies      | Doelsaldo    | Punten       | Tsch         |
| Haderslev FK        | Haderslev FK | Haderslev FK | Haderslev FK | Haderslev FK | Haderslev FK | Haderslev FK | Haderslev FK | Haderslev FK | Haderslev FK | Haderslev FK |
| ------------------- | ------------ | ------------ | ------------ | ------------ | ------------ | ------------ | ------------ | ------------ | ------------ | ------------ |
| 1998–1999           | 5            | 16           | 1. division  | 30           | 14           | 5            | 11           | 76–58        | 47           | ???          |
| 1999–2000           | 2            | 16           | 1. division  | 30           | 19           | 5            | 6            | 67–42        | 62           | ???          |
| HFK Sønderjylland   |              |              |              |              |              |              |              |              |              |              |
| 2000–2001           | 12           | 12           | Superligaen  | 33           | 1            | 8            | 24           | 30–88        | 11           | 2.371        |
| 2001–2002           | 3            | 16           | 1. division  | 30           | 17           | 4            | 9            | 61–50        | 55           | 1.727        |
| 2002–2003           | 6            | 16           | 1. division  | 30           | 13           | 8            | 9            | 64–54        | 47           | 1.234        |
| SønderjyskE Fodbold |              |              |              |              |              |              |              |              |              |              |
| 2003–2004           | 6            | 16           | 1. division  | 30           | 15           | 6            | 9            | 72–51        | 51           | 1.799        |
| 2004–2005           | 1            | 16           | 1. division  | 30           | 19           | 7            | 4            | 75–31        | 64           | 2.625        |
| 2005–2006           | 11           | 12           | Superligaen  | 33           | 6            | 8            | 19           | 41–72        | 26           | 3.864        |
| 2006–2007           | 3            | 16           | 1. division  | 30           | 16           | 5            | 9            | 57–34        | 53           | 2.143        |
| 2007–2008           | 2            | 16           | 1. division  | 30           | 17           | 10           | 3            | 55–32        | 61           | 2.372        |
| 2008–2009           | 10           | 12           | Superligaen  | 33           | 5            | 13           | 15           | 30–56        | 28           | 3.420        |
| 2009–2010           | 9            | 12           | Superligaen  | 33           | 11           | 8            | 14           | 32–37        | 41           | 3.419        |
| 2010–2011           | 7            | 12           | Superligaen  | 33           | 11           | 6            | 16           | 32–46        | 39           | 3.280        |
| 2011–2012           | 6            | 12           | Superligaen  | 33           | 11           | 11           | 11           | 48–51        | 44           | 3.287        |
| 2012–2013           | 8            | 12           | Superligaen  | 33           | 12           | 5            | 16           | 53–57        | 41           | 3.005        |
| 2013–2014           | 10           | 12           | Superligaen  | 33           | 10           | 8            | 15           | 41–53        | 38           | 3.481        |
| 2014–2015           | 10           | 12           | Superligaen  | 33           | 7            | 16           | 10           | 35–44        | 37           | 3.832        |
| 2015–2016           | 2            | 12           | Superligaen  | 33           | 19           | 5            | 9            | 56–36        | 62           | 5.848        |
| 2016–2017           | 6            | 14           | Superligaen  | 36           | 12           | 10           | 14           | 44–54        | 46           | 5.398        |
| 2017–2018           | 8            | 14           | Superligaen  | 32           | 11           | 8            | 13           | 42–40        | 41           | 4.539        |
| 2018–2019           | 11           | 14           | Superligaen  | 32           | 9            | 8            | 15           | 37–45        | 35           | 5.027        |
| 2019–2020           | 11           | 14           | Superligaen  | 32           | 9            | 11           | 12           | 37–49        | 38           | 3.534        |
| 2020–2021           | 8            | 12           | Superligaen  | 32           | 13           | 5            | 14           | 45–48        | 44           | —            |
| 2021–2022           | 12           | 12           | Superligaen  | 32           | 4            | 11           | 17           | 28–54        | 23           | 4.991        |
| Sønderjyske Fodbold |              |              |              |              |              |              |              |              |              |              |
| 2022–2023           | 3            | 12           | 1. division  | 32           | 16           | 8            | 8            | 60–45        | 56           | 2.310        |

## In Europa
Uitslagen vanuit gezichtspunt SønderjyskE
| Seizoen                                                    | Competitie    | Ronde | Land               | Club               | Totaalscore | 1e W    | 2e W       | PUC |
| ---------------------------------------------------------- | ------------- | ----- | ------------------ | ------------------ | ----------- | ------- | ---------- | --- |
| 2016/17                                                    | Europa League | 2Q    | Vlag van Noorwegen | Strømsgodset IF    | 4-3         | 2–1 (T) | 2–2 nv (U) | 3.5 |
|                                                            |               | 3Q    | Vlag van Polen     | Zagłębie Lubin     | 3-2         | 2–1 (T) | 1–1 (U)    | 3.5 |
|                                                            |               | PO    | Vlag van Tsjechië  | Sparta Praag       | 2-3         | 0–0 (T) | 2–3 (U)    | 3.5 |
| 2020/21                                                    | Europa League | 3Q    | Vlag van Tsjechië  | FC Viktoria Pilsen | 0-3         | 0-3 (U) | --         | 0.5 |
| Totaal aantal behaalde punten voor UEFA coëfficiënten: 4.0 |               |       |                    |                    |             |         |            |     |

Zie ook
- Deelnemers UEFA-toernooien Denemarken
- Ranglijst van alle clubs die in de diverse Europa Cups zijn uitgekomen

## Bekende (oud-)spelers
- Mart Lieder
- Kees Luijckx
- Håkon Opdal
- Andrei Sidorenkov
- Jarl André Storbæk
- Gill Swerts
- Johnny Thomsen
- Lasse Vibe